# 1037

## Събития
- Селджукският владетел Тогрул I превръща Нишапур в своя столица.
- 27 януари – Изригване на вулкана Везувий.

## Починали
- Авицена, ирански учен (* 980 г.)